# الرفيق (أرحب)

تعديل مصدري - تعديل

الرفيق هي إحدى قرى عزلة بني مرة بمديرية أرحب التابعة لمحافظة صنعاء، بلغ تعداد سكانها 258 نسمة حسب تعداد اليمن لعام 2004.